# Leurs plus grands succès en spectacle
Leurs plus grands succès en spectacle est un album du groupe de musique québécois Beau Dommage sorti en 1987.
Il s'agit d'une réédition des albums de 1984 et 1985, à laquelle il manque le titre « Le rapide blanc », 1987, Polydor 835 126-2 [CD]
Album réédité en 1990-91, ® 1990 Audiogram, © 1991 WMD (Référence: 674002WM213)

## Pistes
| No  | Titre                             | Durée |
| --- | --------------------------------- | ----- |
| 1.  | Tous les palmiers                 |       |
| 2.  | Tout va bien                      |       |
| 3.  | J'ai oublié le jour               |       |
| 4.  | Rouler la nuit                    |       |
| 5.  | Chinatown                         |       |
| 6.  | Le Blues d' la métropole          |       |
| 7.  | Le Cœur endormi                   |       |
| 8.  | Le Géant Beaupré                  |       |
| 9.  | Motel « Mon repos »               |       |
| 10. | 23 décembre                       |       |
| 11. | Tellement on s'aimait             |       |
| 12. | À toutes les fois                 |       |
| 13. | Le Picbois                        |       |
| 14. | Montréal                          |       |
| 15. | Ginette                           |       |
| 16. | Harmonie du soir à Châteauguay    |       |
| 17. | La Complainte du phoque en Alaska |       |